# ヴィルヘルム2世 (ヘッセン選帝侯)
ヴィルヘルム2世（Wilhelm II., 1777年7月28日 - 1847年11月20日）は、第2代ヘッセン選帝侯（在位：1821年 - 1847年）。ヴィルヘルム1世とその妃であったデンマーク王フレデリク5世の王女ヴィルヘルミーネ・カロリーネの次男。

## 生涯
ハーナウに生まれ、マールブルクとライプツィヒで学ぶ。1797年2月13日、プロイセン王フリードリヒ・ヴィルヘルム2世の王女アウグステ（1780年 - 1841年）と結婚し、彼女との間にフリードリヒ・ヴィルヘルム（のちのフリードリヒ・ヴィルヘルム1世）やマリー（1804年 - 1888年、ザクセン＝マイニンゲン公ベルンハルト2世妃）ら三男三女をもうけた。
兄のフリードリヒが1784年に死去したため世子となり、1821年に父ヴィルヘルム1世の死去をうけて第2代ヘッセン選帝侯となった。1830年の革命騒ぎに際してカッセルの宮殿を追われ、息子に実権を引き渡すのを余儀なくされた。1841年に別居していた妻アウグステが他界すると、長年の愛妾で、既にあいだに8人の子供をもうけていたエミーリエ・オルトレップと再婚した。1843年にエミーリエと死別すると、カロリーネ・フォン・ベルレプシュ男爵夫人と3度目の結婚をした。
1847年11月20日にフランクフルト・アム・マインで死去し、次男のフリードリヒ・ヴィルヘルム1世が後を嗣いだ。